# Traber FC Mariendorf
Der 1. Traber FC Mariendorf ist ein deutscher Fußballclub aus Berlin. Die Heimstätte des 420 Mitglieder starken Clubs befand sich anfangs auf dem Gelände der Trabrennbahn Mariendorf. Heute spielt der Traber FC auf dem Sportplatz an der Rathausstraße.

## Geschichte
Der im Jahr 1962 entstandene Traber FC Mariendorf konnte sich seit seiner Gründung schnell im höherklassigen Lokalfußball in West-Berlin etablieren. Während der Aufstieg in die Fußball-Regionalliga Berlin bis Mitte der siebziger Jahre noch verpasst wurde, gelang dies 1975 in der neu gegründeten Fußball-Oberliga Berlin. In der damals dritthöchsten deutschen Spielklasse konnte Traber Mariendorf als Tabellensiebzehnter die Oberliga zunächst nicht halten, und stieg gemeinsam mit dem SC Staaken und dem 1. FC Neukölln wieder in die Amateurliga Berlin ab. 1977 erreichte der Club das Endspiel um den Berliner Landespokal, unterlag aber Hertha Zehlendorf mit 1:2. In der damit verbundenen Qualifikation zur Teilnahme am DFB-Pokal unterlagen die Berliner in der ersten Hauptrunde dem SV Sandhausen mit 1:3.
Nach dem erneuten Aufstieg im Jahr 1979 wurde der Traber FC zu einer festen Größe in der Berliner Oberliga, welcher der Club bis 1990 angehörte. Beste Platzierung war in der Spielzeit 1985/86 ein zweiter Platz hinter dem ehemaligen Zweitligisten SC Charlottenburg. Die Berliner nahmen nach der Vizemeisterschaft auch an der deutschen Amateurmeisterschaft teil. Gegen die SpVgg Landshut schied der Traber FC in der ersten Hauptrunde aus.
1991 stieg der Traber FC zunächst aus der Verbandsliga Berlin sowie 2001 mit dem FC Treptow auch aus der Landesliga Berlin ab. Nach einer kurzzeitigen Rückkehr auf Landesebene spielt Traber Mariendorf derzeit (Stand: Saison 2024/25) nach seinem Aufstieg 2024 in der Bezirksliga. Außerdem haben sie wieder eine Zweitvertretung, die in der Kreisliga C an den Start tritt.

## Statistik
- Teilnahme Fußball-Oberliga Berlin: 1975/76, 1979/80 bis 1989/90
- Teilnahme DFB-Pokal: 1977/78